# Aleksej Sjirov
Aleksej Dmitrijevitj Sjirov (Aleksejs Širovs, Алексей Дмитриевич Широв), född 4 juli 1972 i Riga, Lettland (dåvarande Sovjetunionen), är en lettisk schackspelare och stormästare. I januari 2010 var han rankad som nummer 20 i världen med Elo-rating på 2723.